# XPaint
XPaint è un software libero per la modifica di immagini digitali su X Window System.